# Baka (Slovacchia)
Baka (in ungherese Baka) è un comune della Slovacchia facente parte del distretto di Dunajská Streda, nella regione di Trnava.